# الکس میالان
الکس میالان (انگلیسی: Álex Millán؛ زادهٔ ۷ نوامبر ۱۹۹۹) بازیکن فوتبال اهل اسپانیا است.
وی همچنین در تیم ملی فوتبال زیر ۱۷ سال اسپانیا بازی کرده‌است.